# Richard Schweiker

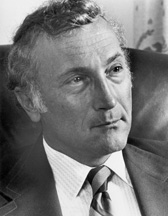
Richard Schweiker

Richard Schultz Schweiker (* 1. Juni 1926 in Norristown, Pennsylvania; † 31. Juli 2015 in Pomona, New Jersey) war ein US-amerikanischer Politiker der Republikanischen Partei. Er gehörte dem Repräsentantenhaus und Senat der Vereinigten Staaten für Pennsylvania an und war unter Präsident Ronald Reagan Gesundheitsminister.

## Familie, Ausbildung und Beruf
Während des Zweiten Weltkrieges diente er an Bord eines Flugzeugträgers der United States Navy. Nach seinem Militärdienst studierte er an der Pennsylvania State University, erwarb dort einen Bachelor und schloss sich der Phi-Beta-Kappa-Bewegung an.
Schweiker war Vorsitzender der American Olean Tile Company, einem der führenden Hersteller von Keramikfliesen.
Schweiker war von 1955 bis zu ihrem Tod 2013 mit Claire Coleman verheiratet. Aus der Ehe gingen fünf Kinder hervor.

## Politische Karriere
Schweiker wurde bei der Wahl 1960 in das US-Repräsentantenhaus gewählt, dem er von Januar 1961 bis Januar 1969 für den 13. Kongresswahlbezirk Pennsylvanias angehörte. Bei der Wahl 1968 wurde er in den Senat gewählt und bei der Wahl 1974, in einem sonst von den Demokraten dominierten Jahr, bestätigt. Als Senator für den Staat Pennsylvania trieb er ein 1974 letztlich verabschiedetes Gesetz voran, mit dem die Staatsausgaben zur Diabetesforschung erhöht wurden. Von 1975 bis 1976 hatte Schweiker den Vorsitz eines Unterausschusses des Church Committee inne, der sich mit dem Attentat auf John F. Kennedy befasste.
Als Ronald Reagan vor der Präsidentschaftswahl 1976 den Amtsinhaber Gerald Ford um die Nominierung der Republikanischen Partei herausforderte, versprach er Schweiker, ihn als Vizepräsidentschaftskandidat zu nominieren. Dies war eine unübliche Handlung Reagans, da er die Nominierung noch gar nicht für sich entschieden hatte. Letztlich gewann Ford die Nominierung mit einer hauchdünnen Mehrheit, als Vizepräsidentschaftskandidaten bestimmte er Bob Dole.
Schweiker beschloss 1980, bei der Wahl in diesem Jahr nicht wieder anzutreten. Im Januar 1981 wurde er als Gesundheitsminister Mitglied im Kabinett Reagan. Diesen Posten bekleidete er bis Februar 1983, seine Nachfolgerin wurde Margaret Heckler.
Nach seiner politischen Laufbahn war er Vorsitzender einer Lobby- und Handelsgruppe für Lebensversicherungen.